# Dominic Breazeale
Dominic Breazeale (* 24. August 1985 in Alhambra, Kalifornien, USA) ist ein US-amerikanischer Boxer, der  bei den Amateuren im Superschwergewicht antrat und bei den Profis aktuell im Schwergewicht aktiv ist.

## Amateurkarriere
Im Jahre 2012 wurde er mit Siegen über Edward Latimore, Owen Minor, Tyrell Wright, Jonathan Hamm und Brett Rather US-amerikanischer Meister.
Beim Qualifikationsturnier zu den Olympischen Sommerspielen 2012 in der englischen Hauptstadt London unterlag der 2,01 Meter große Breazeale dem Ecuadorianer Ítalo Perea im Finale und qualifizierte sich als Zweitplatzierter.
Bei den Olympischen Spielen konnte er jedoch keine Medaille erringen, da er schon in der ersten Turnierrunde gegen den Russen Magomed Omarow, der ein Jahr zuvor mit einem Finalsieg über Roberto Cammarelle in Ankara Europameister wurde, nach Punkten verlor.

## Profikarriere
Bei den Profis gab er sein Debüt am 9. November desselben Jahres gegen seinen Landsmann Curtis Lee Tate und schlug ihn durch T.K.o in Runde 1. Im darauffolgenden Jahr besiegte er unter anderem den jamaikanischen Rechtsausleger Lenroy Thomas (Bilanz 16-2-0-) durch klassischen K. o. in der 4. Runde. 2014 siegte er unter anderem über Devin Vargas (Bilanz 18-3-0) durch T.K.o.
Im März 2015 schlug er Victor Bisbal (Bilanz 21-2-0) durch technischen K. o. in Runde 4 in einem auf 8 Runden angesetzten Fight und siegte drei Monate später gegen den Kubaner Yasmany Consuegra (Bilanz 17-0-0) durch T.K.o in der 3. Runde und fügte ihm somit seine erste Niederlage zu. Im November desselben Jahres besiegte er Fred Kassi über 10 Runden nach Punkten.
Im Staples Center in Los Angeles am 23. Januar 2016 boxte Breazeale gegen Amir Mansour (Bilanz 22-1-1) um den vakanten WBC Continental Americas title. Mansour erlitt im Kampf einen Kieferbruch und musste wegen dieser Verletzung aufgeben. Breazeale, der nach einem schweren Volltreffer des Gegners in der 3. Runde zum ersten Mal in seiner Karriere zu Boden musste, wurde zum „Sieger durch technischen K.o. in Runde 5“ erklärt.

## Profi-Bilanz
| 20 Siege (18 K.-o.-Siege), 3 Niederlagen, 0 Unentschieden |                    |                   |                                          |                                                                        |
| Profikampf                                                | Datum              | Gegner            | Veranstaltungsort                        | Ergebnis                                                               |
| 1                                                         | 9. September 2012  | Curtis Lee Tate   | Fantasy Springs Casino, Indio            | Sieg / TKO 1. Runde                                                    |
| 2                                                         | 24. September 2012 | Mike Bissett      | Citizens Business Bank Arena, Ontario    | Sieg / KO 2. Runde                                                     |
| 3                                                         | 11. Januar 2013    | Caleb Grummet     | Fantasy Springs Casino, Indio            | Sieg / KO 2. Runde                                                     |
| 4                                                         | 8. März 2013       | Deon Ronny Hale   | Fantasy Springs Casino, Indio            | Sieg / KO 2. Runde                                                     |
| 5                                                         | 3. Mai 2013        | Lance Gauch       | The Cosmopolitan of Las Vegas, Las Vegas | Sieg / TKO 2. Runde                                                    |
| 6                                                         | 24. August 2013    | Lenroy Thomas     | StubHub Center, Carson                   | Sieg / KO 4. Runde                                                     |
| 7                                                         | 12. September 2013 | Jon Hill          | MGM Grand, Las Vegas                     | Sieg / TKO 3. Runde                                                    |
| 8                                                         | 26. November 2013  | Keith Barr        | BB&t Center, Sunrise                     | Sieg / TKO 2. Runde                                                    |
| 9                                                         | 24. Januar 2014    | Homero Fonseca    | Fantasy Springs Casino, Indio            | Sieg / RTD 3. Runde                                                    |
| 10                                                        | 3. April 2014      | Nagy Aguilera     | Fantasy Springs Casino, Indio            | Sieg / Punktsieg                                                       |
| 11                                                        | 21. Juni 2014      | Devin Vargas      | StubHub Center, Carson                   | Sieg / TKO 3. Runde                                                    |
| 12                                                        | 16. August 2014    | Billy Zumbrun     | StubHub Center, Carson                   | Sieg / KO 2. Runde                                                     |
| 13                                                        | 11. Dezember 2014  | Epifanio Mendoza  | Pechanga Resort & Casino, Temecula       | Sieg / KO 1. Runde                                                     |
| 14                                                        | 7. März 2015       | Victor Bisbal     | MGM Grand, Las Vegas                     | Sieg / TKO 4. Runde                                                    |
| 15                                                        | 6. Juni 2015       | Yasmany Consuegra | StubHub Center, Carson                   | Sieg / TKO 3. Runde                                                    |
| 16                                                        | 29. September 2015 | Fred Kassi        | Legacy Arena, Birmingham                 | Sieg / Punktsieg                                                       |
| 17                                                        | 23. Januar 2016    | Amir Mansour      | Staples Center, Los Angeles              | Sieg / RTD 5. Runde WBC Continental Americas Meisterschafts-Titelkampf |
| 18                                                        | 25. Juni 2016      | Anthony Joshua    | The O2 Arena, Greenwich                  | Niederlage / TKO 7. Runde IBF Weltmeisterschafts-Titelkampf            |
| 19                                                        | 25. Februar 2017   | Izuagbe Ugonoh    | Legacy Arena, Birmingham                 | Sieg / KO 5. Runde                                                     |
| 20                                                        | 4. November 2017   | Eric Molina       | Barclays Center, Brooklyn, New York      | Sieg / RTD 8. Runde                                                    |
| 21                                                        | 22. Dezember 2018  | Carlos Negron     | Barclays Center, Brooklyn, New York      | Sieg / KO 9.Runde                                                      |
| 22                                                        | 18. Mai 2019       | Deontay Wilder    | Barclays Center, Brooklyn, New York      | Niederlage / KO 1. Runde WBC Weltmeisterschafts-Titelkampf             |
| 23                                                        | 20. Februar 2021   | Otto Wallin       | Mohegan Sun Casino, Uncasville           | Niederlage nach Punkten                                                |
| Quelle: Dominic Breazeale in der BoxRec-Datenbank         |                    |                   |                                          |                                                                        |